# 味谷大誠
味谷 大誠（みや たいせい、2003年6月14日 - ）は、大阪府和泉市出身のプロ野球選手（捕手）。右投左打。中日ドラゴンズ所属。

## 経歴

### プロ入り前
花咲徳栄高等学校時代は甲子園出場なし。2021年10月11日に行われたドラフト会議で、中日ドラゴンズから4位指名を受ける。11月19日に契約金4000万円、年俸600万円で入団に合意した（金額は推定）。背番号は43。

### 中日時代
2022年1月、新人合同自主トレ期間中に新型コロナウイルスへ感染したことが発表された。ウエスタン・リーグでは52試合に出場したが打率は.065と課題を残した。
2023年は、春季キャンプは二軍スタートとなったが、4月14日に一軍に初昇格。4月27日の広島東洋カープ戦（MAZDA Zoom-Zoom スタジアム広島）で、10回表に祖父江大輔の代打としてプロ初出場すると、松本竜也から初打席で初安打を記録した。4月29日の横浜DeNAベイスターズ戦（バンテリンドーム）では、「8番・捕手」としてプロ初先発出場を果たし、安打と盗塁阻止といった活躍も見せたが、失点に繋がる捕逸など課題も残し、5月1日に登録を抹消された。6月15日には怪我で離脱をした木下拓哉に代わり再び一軍に登録され、7月31日に登録を抹消されるまで一軍で過ごし、最終的に6試合に出場し打率.286の成績を残した。ウエスタン・リーグでは54試合に出場し、打率.227という成績だった。
2024年は、一軍出場は3試合のみで、二軍では4月24日の阪神タイガース戦でプロ初本塁打を放つも、最終的には52試合の出場で打率.193、1本塁打、6打点という成績に終わった。11月7日に30万円減の推定年俸610万円で契約を更改した。その後、台湾で開催される2024アジア・ウインターリーグに参加した。

## 選手としての特徴
走攻守にバランスの取れた捕手。高校時代に遠投115m、二塁への送球タイムは1秒78、50m走のタイム6秒2を記録。

## 詳細情報

### 年度別打撃成績
| 年 度     | 球 団     | 試 合 | 打 席 | 打 数 | 得 点 | 安 打 | 二 塁 打 | 三 塁 打 | 本 塁 打 | 塁 打 | 打 点 | 盗 塁 | 盗 塁 死 | 犠 打 | 犠 飛 | 四 球 | 敬 遠 | 死 球 | 三 振 | 併 殺 打 | 打 率 | 出 塁 率 | 長 打 率 | O P S |
| --------- | --------- | ----- | ----- | ----- | ----- | ----- | -------- | -------- | -------- | ----- | ----- | ----- | -------- | ----- | ----- | ----- | ----- | ----- | ----- | -------- | ----- | -------- | -------- | ----- |
| 2023      | 中日      | 6     | 7     | 7     | 2     | 2     | 0        | 0        | 0        | 2     | 0     | 0     | 0        | 0     | 0     | 0     | 0     | 0     | 1     | 0        | .286  | .286     | .286     | .572  |
| 2024      | 中日      | 3     | 1     | 1     | 0     | 0     | 0        | 0        | 0        | 0     | 0     | 0     | 0        | 0     | 0     | 0     | 0     | 0     | 0     | 0        | .000  | .000     | .000     | .000  |
| 通算：2年 | 通算：2年 | 9     | 8     | 8     | 2     | 2     | 0        | 0        | 0        | 2     | 0     | 0     | 0        | 0     | 0     | 0     | 0     | 0     | 1     | 0        | .250  | .250     | .250     | .500  |

- 2024年度シーズン終了時

### 年度別守備成績
| 年 度 | 球 団 | 捕手  | 捕手  | 捕手  | 捕手  | 捕手  | 捕手     | 捕手  | 捕手     | 捕手     | 捕手     | 捕手     |
| 年 度 | 球 団 | 試 合 | 刺 殺 | 補 殺 | 失 策 | 併 殺 | 守 備 率 | 捕 逸 | 企 図 数 | 許 盗 塁 | 盗 塁 刺 | 阻 止 率 |
| ----- | ----- | ----- | ----- | ----- | ----- | ----- | -------- | ----- | -------- | -------- | -------- | -------- |
| 2023  | 中日  | 4     | 6     | 1     | 0     | 0     | 1.000    | 1     | 1        | 0        | 1        | 1.000    |
| 2024  | 中日  | 2     | 4     | 1     | 0     | 0     | 1.000    | 0     | 0        | 0        | 0        | ----     |
| 通算  | 通算  | 6     | 10    | 2     | 0     | 0     | 1.000    | 1     | 1        | 0        | 1        | 1.000    |

- 2024年度シーズン終了時[注 1]

### 記録
初記録
- 初出場：2023年4月27日、対広島東洋カープ4回戦（MAZDA Zoom-Zoom スタジアム広島）、10回表に祖父江大輔の代打で出場
- 初打席・初安打：同上、10回表に松本竜也から中前安打[18]
- 初先発出場：2023年4月29日、対横浜DeNAベイスターズ4回戦（バンテリンドーム ナゴヤ）、「8番・捕手」で先発出場[19]

### 背番号
- 43（2022年[4] - ）